# Божен Жумбор
Божен Жумбор (Копривница, 26. март 1956–Београд, 5. октобар 2012) била је српска предузетница и хуманиста.

## Биографија
Рођена је у Копривници у Хрватској, где је живела са баком Катарином све  до 12. године, а онда се прикључила својим родитељима који су живели у Холандији у Ротердаму. После Гимназије завршила је Вишу козметичку школу, запослила се и почела да ради у својој струци.
У Србију је први пут дошла почетком осамдесетих година године када је у име седам хиљада Југословена донела помоћ за сестре Чуљак које су промрзле у снежној мећави и лечиле се на ВМА у Београду.
Предузеће "Божен козметикс", основала је у Београду. 1991. године. Производила је козметичке препарате на бази алги и лековитог биља, а у  асортиману данас има преко 80 различитих производа.
Божен Жумбор је била велики хуманиста и цео живот је помагала деци и људима.